# Washington Joseph
Washington Joseph, également connu sous le nom de Dodi, né le 5 juin 1950, à São Paulo, dans l'État de São Paulo, au Brésil, est un ancien joueur brésilien de basket-ball. Il évolue durant sa carrière au poste d'ailier.

## Palmarès
- Coupe intercontinentale 1979
- Vainqueur des Jeux panaméricains de 1971